# Sami Leinonen
Sami Petri Tapani Leinonen (Hyvinkää, 30 settembre 1963) è un ex combinatista nordico finlandese.

## Biografia
In Coppa del Mondo esordì il 2 marzo 1985 a Lahti (9°) e ottenne l'unico podio il 12 marzo 1988 a Falun (3°).
In carriera prese parte a un'edizione dei Giochi olimpici invernali, Calgary 1988 (17° nell'individuale).

## Palmarès

### Coppa del Mondo
- Miglior piazzamento in classifica generale: 13º nel 1988
- 1 podio (individuale):
  - 1 terzo posto